# Acacia leptospermoides
Acacia leptospermoides är en ärtväxtart som beskrevs av George Bentham. Acacia leptospermoides ingår i släktet akacior, och familjen ärtväxter.

## Underarter
Arten delas in i följande underarter:
- A. l. leptospermoides
- A. l. obovata
- A. l. psammophila